# 鏡田辰也
鏡田 辰也（かがみだ たつや、1964年〈昭和39年〉2月5日 - ）は、フリーアナウンサー。元ラジオ福島アナウンサー。愛称はカガちゃん。

## 人物
広島県広島市出身。実家は広島駅前の宿泊業者。子供の頃から、周りから「客商売に向いている」「吉本新喜劇に行け」と言われるほどお喋り好きだった。大学生時代は、卒業後は家業を継ぐことも視野に入れていたが、3年生の時に大学生協で東京アナウンスアカデミーのチラシを見つけ、「きれいな日本語を身に付けるのもいいかも」と思って入学。大学卒業後は何年かアナウンサーをやってみたいと思い、4年生の時には全国の放送局を30社ほど受けるも全て不合格、既卒では採用基準が更に上がるのでそれを避けるために自主留年して大学“5年生”を迎え、その年も放送局試験に再挑戦するがまたも全て不採用。アナウンサーをあきらめて他業種に就職するつもりでいたが、1988年2月になって通っていた東京アナウンスアカデミーからの連絡で、ラジオ福島で欠員募集が出たことを知り応募。同社はそれまで2年連続で落選しており、3度目の挑戦であった。あきらめ半分で臨んだ試験だったが、3度目にして内定をもらう。東洋大学経営学部卒業後、1988年ラジオ福島入社。同期には鈴木竜弘（現・テレビユー山形）がいる。
2018年終了のかっとびワイド月曜日の「ハッピーチエちゃん」（二宮チエ）とは、1995年8月以来、番組でコンビを組んでいた。これが話題を呼び、福島県内各地の講演会やイベントにも呼ばれることが多い。
また、鏡田の喋りが評価を受け、2002年にギャラクシー賞DJパーソナリティ賞を地方局アナウンサーとして初めて受賞した。授賞式で同席したチエちゃんの一言は、ほとんど男性が占める業界関係者の前で「誰かこの人（鏡田アナ）のお嫁さんになってください」というものだった。2005年には、前年度のアノンシスト賞ラジオ『フリートーク』部門で最優秀賞を受賞した。
2019年現在も独身である。
入社当初は「声質が合わない」とニュースを担当させてもらえなかったり、競馬実況の練習では、ゲートが開いた瞬間頭の中が真っ白になってしまい、何もしゃべられなくなったり、いろいろ苦労したようである。自社制作のCMでも、スポンサーの方からアナウンス担当は「鏡田以外で」と指定が入ったほどだった。そして入社4年目のある放送で。福島駅前からの中継で出演した時に、スタジオの先輩アナウンサーから、美空ひばりの曲を歌うように無茶振りされたところで、『真赤な太陽』を歌って、観衆から拍手をもらった時に、自分の中で何かが吹っ切れたということで、この時が転機になったとしている。現在でも、ラジオ福島の男性アナウンサーで唯一競馬実況を担当していない。ニュースのほうは、時折担当していた。
2011年3月11日の東日本大震災と福島第一原子力発電所事故の発生直後には深刻な状況に直面して何も喋れなくなったことで、5日後の3月16日に退職を申し出た。しかし当時の上司アナウンサーの大和田新から励まされ、思い留まった。
2022年4月に編成局長に就任したが、局長職の業務をこなしながら今まで通りに放送やイベントの仕事を続けるのは難しいと感じ、自分のペースでアナウンサーの仕事を続けたいと思って退社を決意。2022年9月30日をもってラジオ福島を退社し、フリーに転向する事を本人のTwitterにて発表された。担当しているレギュラー番組は引き続き出演する。
2023年11月よりYoutubeにて「カガちゃんねる」を開設する。

## 担当番組

### 現在
- Radio de Show　ラジオでしょう（ラジオ福島）[6]（水曜担当）2018年10月3日～
- ふくしまSHOW（テレビユー福島）2020年4月～

### 過去
- かっとびワイド（1995年4月〜）
  - ほら出た カガちゃん　不明～2009年
  - 気分上々! カガちゃん一座[2][7]　開始当初、2009年～2015年3月
  - また出た! カガちゃん!![8]（月曜～水曜 担当）2015年4月～2017年3月
  - カガちゃん横丁[9]（水曜・木曜 担当）2017年3月～2018年9月
- パワフルラジオ興味津々何でもかんでも[2]
- ミュージックフォーエバーハートイン東芝[2]
- rfcワイド午後一番!
- 今夜もロックイットパンチ
- rfcロックトーナメント[10]
- 青春レコードコンサート ～あの曲をもう一度～
- カガちゃんのラジオ・ミュージック・カフェ
- 昼の希望音楽会
- 笑顔でGOGO! 鏡田プロダクション
- KAGAMIDA TOWN[8]
- サタデースポーツ&ニュース内「ふくしま観光ジャーナル」[11]

など